# 9532 Abramenko
9532 Abramenko eller 1981 RQ2 är en asteroid i huvudbältet som upptäcktes den 7 september 1981 av den rysk-sovjetiska astronomen Ljudmila Karatjkina vid Krims astrofysiska observatorium på Krim. Den är uppkallad efter Aleksandr N. Abramenko.
Asteroiden har en diameter på ungefär sex kilometer.